# Pantoporia ganina
Pantoporia ganina är en fjärilsart som beskrevs av Smith 1894. Pantoporia ganina ingår i släktet Pantoporia och familjen praktfjärilar. Inga underarter finns listade i Catalogue of Life.